# Gustav Wagner
Gustav Franz Wagner (Viena, Austria; 18 de julio de 1911 – São Paulo, Brasil, 3 de octubre de 1980), conocido como "Gustl" y como "la bestia", fue un suboficial SS del campo de exterminio nazi de Sobibor en Polonia.

## Biografía
En 1931, Wagner ingresó al Partido Nazi con el número de ficha 443.217, y a las SS con el número 276.962, a finales de la década de 1930. Como SS Oberscharführer participó en el Programa de Eutanasia "Aktion T4" en la Clínica de Hartheim. Durante la guerra es incorporado a la Operación Reinhard, y pasó a trabajar en el campo de exterminio de Sobibor junto a Franz Stangl con quien hace amistad, donde se convirtió en el lugarteniente de Stangl. Posteriormente es trasladado a Treblinka. Fue uno de los más temidos entre los prisioneros pues solía disparar sin razón contra los detenidos. Los prisioneros lo describieron como una persona sádica de sangre fría. Responsable de ejecutar las selecciones apenas llegaran los trenes al campo de Sobibor. Heinrich Himmler lo promovió a SS Oberscharführer (Suboficial Principal) durante su visita a Sobibor, el 12 de febrero de 1943.
Wagner no estaba presente en el campo durante la sublevación del 14 de octubre de 1943, sino que se encontraba en Lublin. Después de la rebelión, Wagner fue trasladado al norte de Italia, al campo de concentración de San Saba y participó en operaciones contra los partisanos del sector que luchaban en guerrillas.
Después de la guerra, fue condenado a muerte in absentia por los Juicios de Núremberg, pero huyó junto con Franz Stangl a Brasil, gracias a la ayuda del Obispo Alois Hudal, Wagner fue admitido como un residente permanente el 12 de abril de 1950, y vivió allí bajo el seudónimo de Günther Mendel hasta su detención el 30 de mayo de 1978, gracias a las gestiones de Simon Wiesenthal. Las peticiones de extradición de Israel, Austria (país natal de Wagner) y Polonia fueron rechazados por el fiscal general de Brasil. El 22 de junio de 1979, la Corte Suprema de Brasil también rechazó una petición de extradición de Alemania Occidental.
En una entrevista concedida a la BBC en 1979, Wagner no mostró ningún remordimiento por sus actividades en el manejo del campo, señalando: 

Yo no tenía sentimientos... Esto sólo se convirtió en otro trabajo. Por la tarde nunca hablábamos de nuestro trabajo, sino que sólo bebíamos y jugábamos a las cartas.

En octubre de 1980, el cadáver de Wagner fue encontrado en São Paulo, acuchillado en el pecho. De acuerdo con su abogado, Wagner se había suicidado. Se confirmó que su fecha de muerte había sido el 3 de octubre de 1980.